# Vonyarcvashegy
Vonyarcvashegy is een plaats (nagyközség) en gemeente in het Hongaarse comitaat Zala. Vonyarcvashegy telt 1960 inwoners (2001).

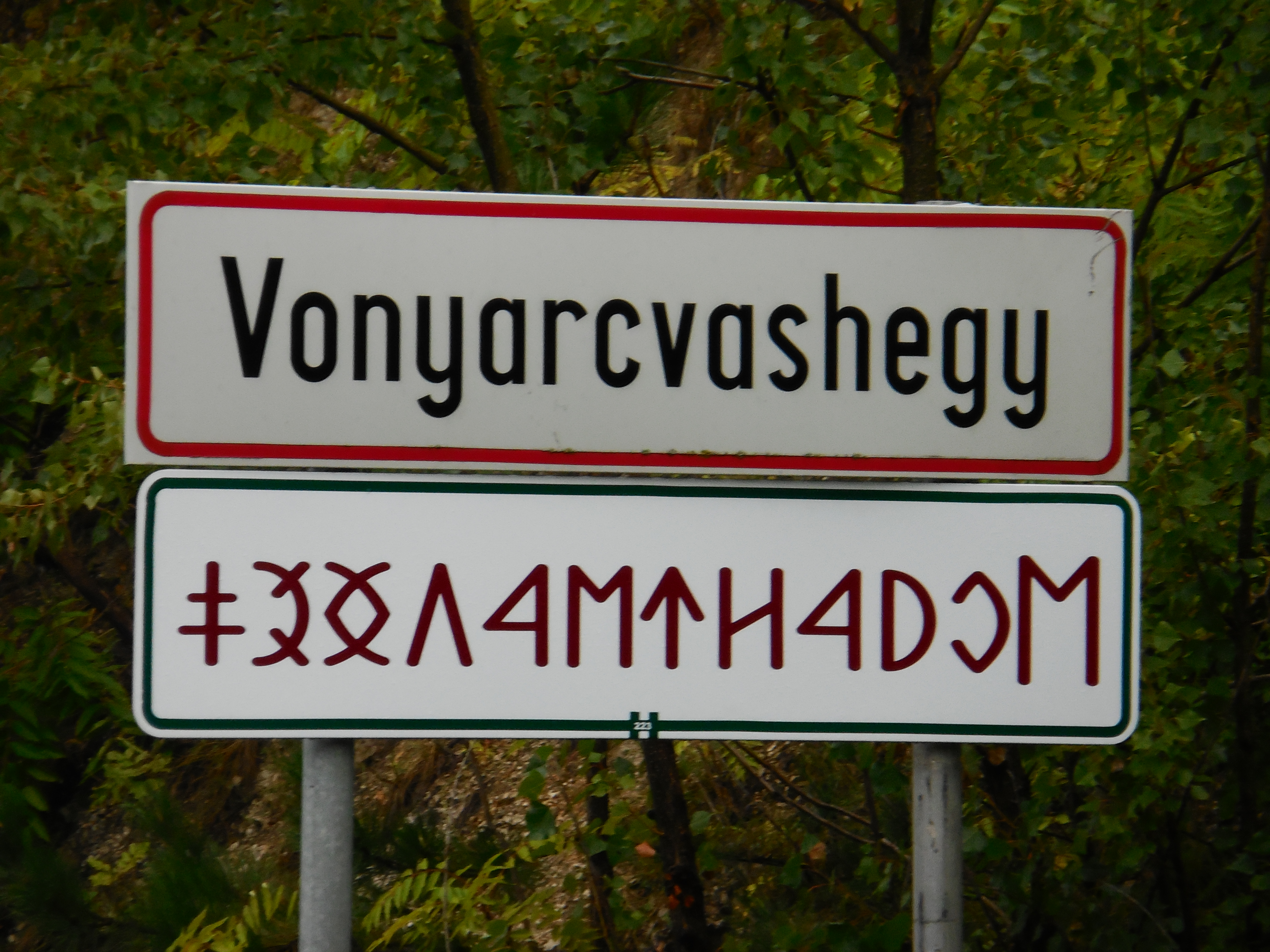